# Mushki
Les Mushki (ou Muški) sont un peuple de l'Anatolie antique, attestés par les sources assyriennes, qui ont un lien encore mal établi avec les Phrygiens.

## Histoire
Les Mushki apparaissent pour la première fois dans les inscriptions du règne de Tiglath-Phalazar Ier (1114-1076 av. J.-C.), qui fait face à une invasion de 20 000 Mushki conduits par cinq rois dans le pays de Kadmuhu, qu'il faudrait localiser en Haute-Mésopotamie dans la région du Haut-Tigre. Il dit par ailleurs avoir infligé une défaite à ces troupes. Deux siècles plus tard, les rois Tukulti-Ninurta II et Assurnasirpal II affrontent à leur tour des Mushki dans cette même région. Ils sont à nouveau des adversaires de l'Assyrie sous le règne d'Adad-nerari III, et sont alors vaincus aux côtés de l'Urartu par le général Shamshi-ilu. 

## Attestations
Les attestations suivantes des Mushki les situent plus à l'ouest, en Anatolie orientale, où ils sont attestés par les sources assyriennes de la fin du VIIIe siècle av. J.-C. Sous le règne de Sargon II, les Mushki sont dirigés par un roi puissant et hors de portée de la puissance assyrienne, Mita, qui étend son influence sur les principautés néo-hittites que convoite l'Assyrie, comme Tabal et Que. S'il subit un revers face à une réaction assyrienne qui semble l'avoir repoussé, il reste un acteur important avec lequel Sargon doit composer, dans le contexte de sa rivalité avec l'Urartu, qui voisine à l'ouest le territoire de Mita. La documentation assyrienne de l'époque nous apprend que Mita a finalement opté pour l'apaisement avec l'Assyrie, privilégiant des relations pacifiques. Ces épisodes sont couramment interprétés comme des témoignages assyriens de la montée en puissance du royaume phrygien : Mita de Mušku est vu comme ne faisant qu'un avec le roi Midas de Phrygie, bien connu des sources grecques classiques ainsi que quelques inscriptions en phrygien, et dont le tombeau a probablement été mis au jour dans les ruines de sa capitale Gordion. Les Mushki ont donc manifestement été associés aux Phrygiens à un moment donné, peut-être par Mita/Midas, pour constituer une entité politique dominant une grande partie de l'Anatolie centrale et orientale, et identifiée comme Mushki par les Assyriens et phrygienne par les Grecs. La disparition de cette entité politique au début du VIIe siècle av. J.-C. serait alors due aux invasions des Cimmériens, les textes grecs attribuant à ces derniers une éclatante victoire contre Midas, qui entraîne le suicide de celui-ci. Mais cette période reste encore mal connue et des incertitudes demeurent sur la façon de relier les récits assyriens et grecs.
Les Mushki semblent liés aux Moschoi qui apparaissent dans des sources grecques plus tardives (Hécatée de Milet, Hérodote, Strabon) relatives à l'Anatolie orientale et au Caucase.